# Old Post Office

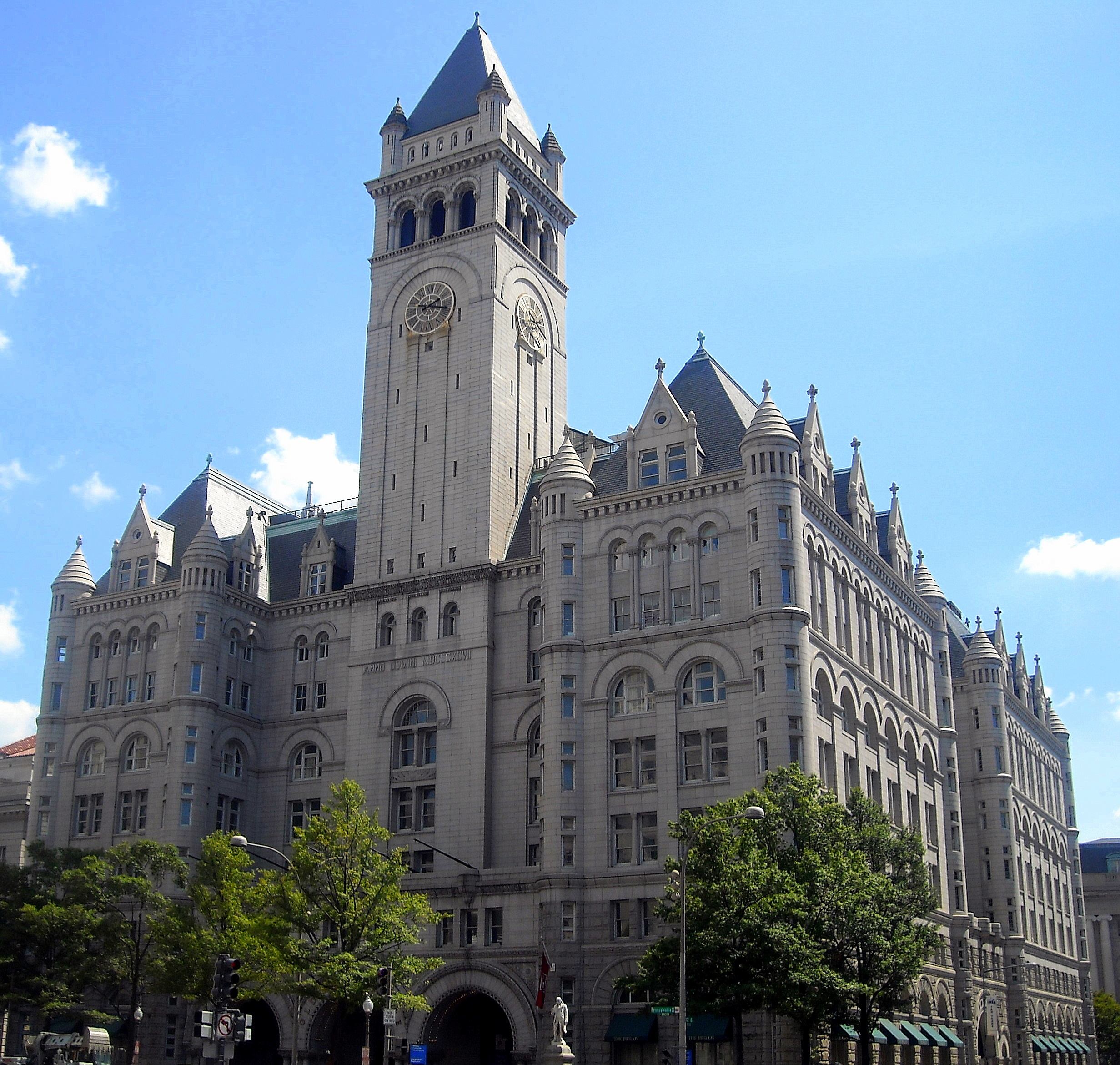
Old Post Office

De Old Post Office Building in Washington, D.C. is een Neoromaans bouwwerk dat korte tijd dienstdeed als postkantoor. Het werd in 1899 voltooid. Nadien huisvestte het onder meer een winkelcentrum en kantoorruimtes. In 2016 opende in het bouwwerk het Trump International Hotel Washington, D.C.
Het 96 meter hoge gebouw staat aan de Pennsylvania Avenue, de hoofdweg in Washington die onder andere het Witte Huis met het Amerikaans Congres verbindt. Het observatieplatform in de toren van het gebouw biedt een panorama uitzicht over de stad.
Tot de bouw van het Old Post Office Building werd in 1880 besloten en in 1892 werd het project aangevangen. Het duurde 7 jaar vooraleer het voltooid werd. Al in 1914 werd het postkantoor verplaatst naar een andere locatie en gingen er stemmen op om het gebouw af te breken. Geldgebrek en de Grote Depressie voorkwam de sloop maar in 1970 werd dan toch tot sloop besloten. Ditmaal waren het lokale burgers die het Congres op andere gedachten wisten te brengen en in 1976 werd het gebouw op de National Register of Historic Places geplaatst waarmee het een beschermde status kreeg als historisch bouwwerk.
In 2022 nam het Waldorf-Astoria Hotel Washington DC zijn intrek in het gebouw.